# Houtpantserjuffers
De houtpantserjuffers (Chalcolestes) vormen een geslacht van juffers (Zygoptera) uit de familie van de pantserjuffers (Lestidae). De Nederlandstalige namen zijn, voor zover niet voorkomend in het Nederlands Soortenregister, ontleend aan Libellen van Europa.

## Soorten
- Chalcolestes parvidens (Artobolevskii, 1929) – Oostelijke houtpantserjuffer
- Chalcolestes viridis (Vander Linden, 1825) – Houtpantserjuffer